# Bière aromatisée

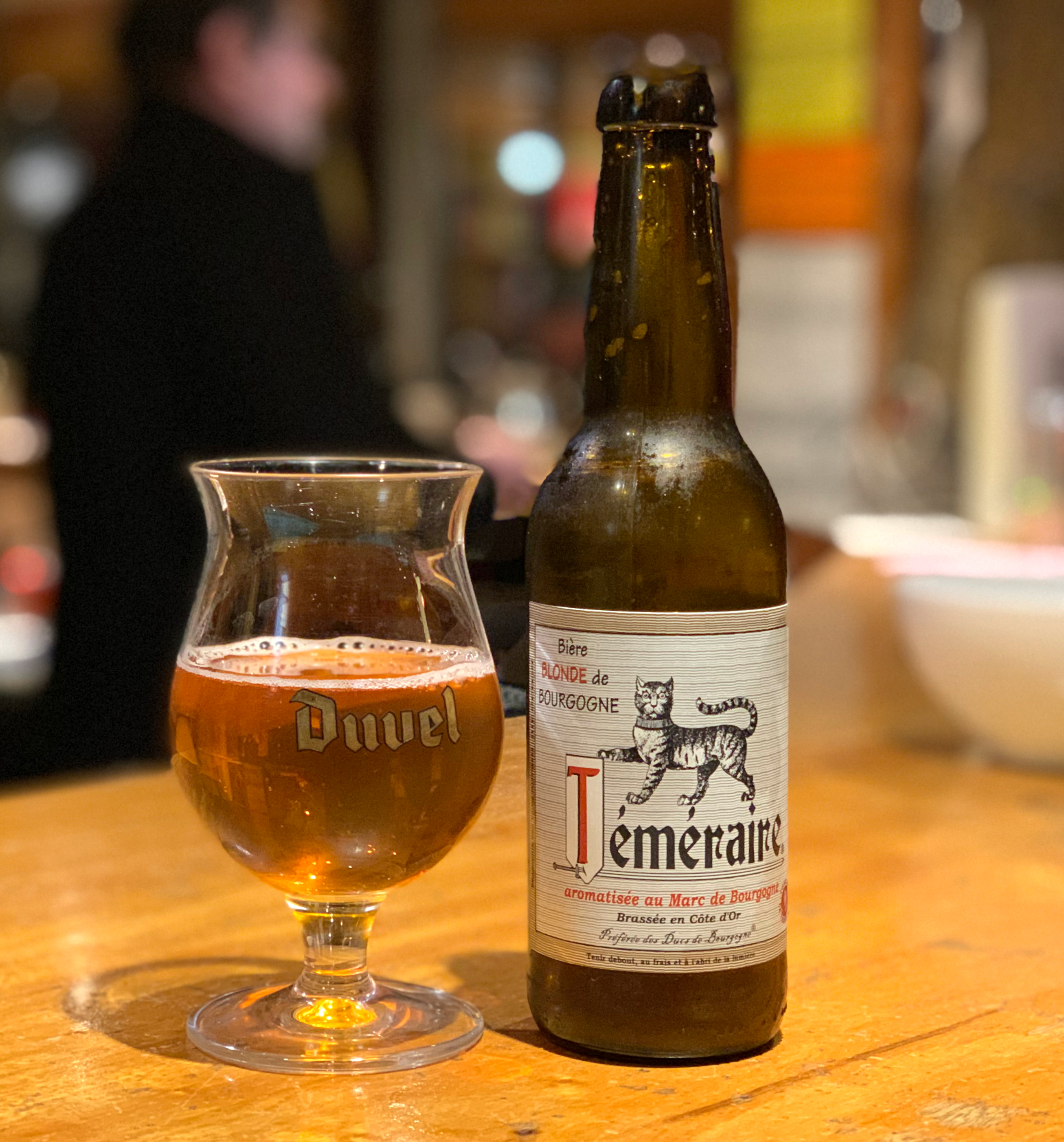
Bière aromatisée au marc de Bourgogne.

Une bière aromatisée est une boisson obtenue à partir de grains fermentés et alcoolisée à des degrés divers. Bien que techniquement parlant la majeure partie des bières sont aromatisées du fait de l'usage assez universel du houblon, dont c'est l'une des vertus, il convient d'appeler ainsi les seules bières ayant reçu l'adjonction d'un ingrédient inhabituel destiné à changer son goût ou sa saveur. Légalement parlant, les seules bières aromatisées sont celles dont les ingrédients ajoutés le sont sous forme d'arômes, et non de véritables fruits ou jus, extraits, sucs, etc. Dans les faits, la confusion règne.
Le nouvel arôme ainsi créé n'est pas considéré comme dégradant ou dénaturant la bière (sauf en Allemagne, où une loi très stricte, la Reinheitsgebot, interdit depuis des siècles l'adjonction de tout nouvel ingrédient afin d'assurer la qualité de la bière et la sécurité de sa consommation). 
Mis à part les lambics qui depuis longtemps utilisent des fruits dans la confection de la bière, il s'agit d'une tendance très récente ayant émergé en même temps que le phénomène des micro-brasseries ou des brasseries artisanales. Dans l'espoir de gagner de nouvelles parts de marché ou de nouveaux publics (les femmes surtout) les grands groupes brassicoles produisent à présent également des bières aromatisées. On retrouve aussi cette tendance autour des événements marketing et brassicoles de l'année : bière spéciale, bière de Noël, bière de Pâques, etc. 
On distingue divers ingrédients aromatiques selon leurs types :
- boissons alcoolisées : marc, vodka, téquila, muscat, cachaça, whisky, bourbon, rhum, brandy, cognac, calvados, patxaran, hydromel, etc.
- fruits : cerise, pêche, framboise, pomme, myrtille, airelle, sureau, cassis, poire, marron, mirabelle, châtaigne, mûre, orange, clémentine, etc.
- épices : gingembre, cannelle, coriandre, vanille, bergamote, etc.
- plantes : menthe, génépi, maïs, genièvre, citronnelle, gentiane, aspérule, rose, etc.
- autres : miel, bois bandé, caramel, chicorée, chocolat, cacao, aiguilles de pin, potiron, etc.